# Los Umbrellos
Los Umbrellos war eine dänische Latin-Pop-Gruppe, die von 1997 bis 1999 bestand.

## Karriere
Die Band wurde vom dänischen Musikproduzenten Kenneth Bager in Kopenhagen gegründet. Als Frontmann agierte der Rapper Al Agami, der aus der afrikanischen Lado-Enklave stammt und mit seinen Eltern nach Dänemark vor dem Diktator Idi Amin geflüchtet war. Ihm zur Seite standen die Sängerinnen Mai Britt Vingsøe und Grith Höifeldt. Die Debütsingle No Tengo Dinero, welche auf dem Titel Never on Sunday des Komponisten Manos Hadjidakis basiert, war ein internationaler Hit und sogleich die einzige Chartsingle des Trios, lediglich das einzige Album der Gruppe konnte sich in Österreich und der Schweiz platzieren. Drei weitere Singles verfehlten die Charts.

## Diskografie

### Studioalben
| Jahr | Titel         | Höchstplatzierung, Gesamtwochen, AuszeichnungChartplatzierungen (Jahr, Titel, Platzierungen, Wochen, Auszeichnungen, Anmerkungen) | Höchstplatzierung, Gesamtwochen, AuszeichnungChartplatzierungen (Jahr, Titel, Platzierungen, Wochen, Auszeichnungen, Anmerkungen) | Höchstplatzierung, Gesamtwochen, AuszeichnungChartplatzierungen (Jahr, Titel, Platzierungen, Wochen, Auszeichnungen, Anmerkungen) | Höchstplatzierung, Gesamtwochen, AuszeichnungChartplatzierungen (Jahr, Titel, Platzierungen, Wochen, Auszeichnungen, Anmerkungen) | Höchstplatzierung, Gesamtwochen, AuszeichnungChartplatzierungen (Jahr, Titel, Platzierungen, Wochen, Auszeichnungen, Anmerkungen) | Anmerkungen                            |
| Jahr | Titel         | DE | AT | CH | UK | US | Anmerkungen                            |
| ---- | ------------- | --- | --- | --- | --- | --- | -------------------------------------- |
| 1998 | Flamenco Funk | — | AT10 (16 Wo.)AT | CH30 (6 Wo.)CH | — | — | Erstveröffentlichung: 10. Februar 1998 |

### Singles
| Jahr | Titel Album                   | Höchstplatzierung, Gesamtwochen, AuszeichnungChartplatzierungen (Jahr, Titel, Album, Platzierungen, Wochen, Auszeichnungen, Anmerkungen) | Höchstplatzierung, Gesamtwochen, AuszeichnungChartplatzierungen (Jahr, Titel, Album, Platzierungen, Wochen, Auszeichnungen, Anmerkungen) | Höchstplatzierung, Gesamtwochen, AuszeichnungChartplatzierungen (Jahr, Titel, Album, Platzierungen, Wochen, Auszeichnungen, Anmerkungen) | Höchstplatzierung, Gesamtwochen, AuszeichnungChartplatzierungen (Jahr, Titel, Album, Platzierungen, Wochen, Auszeichnungen, Anmerkungen) | Höchstplatzierung, Gesamtwochen, AuszeichnungChartplatzierungen (Jahr, Titel, Album, Platzierungen, Wochen, Auszeichnungen, Anmerkungen) | Anmerkungen                        |
| Jahr | Titel Album                   | DE | AT | CH | UK | US | Anmerkungen                        |
| ---- | ----------------------------- | --- | --- | --- | --- | --- | ---------------------------------- |
| 1997 | No Tengo Dinero Flamenco Funk | DE20 (19 Wo.)DE | AT1 Platin · (23 Wo.)AT | CH3 (19 Wo.)CH | UK33 (2 Wo.)UK | US42 (27 Wo.)US | Erstveröffentlichung: 14. Mai 1997 |

Weitere Singles
- 1998: Easy Come, Easy Go
- 1998: Drive
- 1998: Gigolo

## Auszeichnungen für Musikverkäufe
| Platin-Schallplatte - Neuseeland - 1998: für die Single No Tengo Dinero |

Anmerkung: Auszeichnungen in Ländern aus den Charttabellen bzw. Chartboxen sind in ebendiesen zu finden.
| Land/RegionAuszeichnungen für Musikverkäufe (Land/Region, Auszeichnungen, Verkäufe, Quellen) | Gold | Platin     | Verkäufe | Quellen                   |
| -------------------------------------------------------------------------------------------- | ---- | ---------- | -------- | ------------------------- |
| Neuseeland (RMNZ)                                                                            | —    | Platin1    | 15.000   | aotearoamusiccharts.co.nz |
| Österreich (IFPI)                                                                            | —    | Platin1    | 50.000   | ifpi.at                   |
| Insgesamt                                                                                    | —    | 2× Platin2 |          |                           |